# Arturo Casado
Arturo Casado (Madrid, 26 januari 1983) is een Spaanse middellangeafstandsloper, die gespecialiseerd is in de 1500 m. Hij nam eenmaal deel aan de Olympische Spelen, maar won hierbij geen medailles.

## Biografie
Casado liet zich in 2005 voor een eerste keer op het hoogste niveau opmerken. In maart 2005 eindigde hij als vierde op de 1500 m op de EK indoor. Later dat jaar werd hij op dezelfde afstand vijfde op de wereldkampioenschappen in Helsinki en won hij de 1500 m op de Middellandse Zeespelen. In 2006 eindigde Casado ook als vierde op de EK outdoor. Op de Europese indoorkampioenschappen van 2007 behaalde hij de bronzen medaille. 
In 2008 nam Casado deel aan de Olympische Spelen in Peking. In de halve finale van de 1500 m eindigde hij als tiende en werd hij uitgeschakeld. 
Op de EK in 2010 won hij de 1500 m. 

## Titels
- Europees kampioen 1500 m – 2010

## Persoonlijke records
Outdoor
| Afstand     | Prestatie | Datum            | Plaats    |
| ----------- | --------- | ---------------- | --------- |
| 800 m       | 1.44,74   | 29 augustus 2010 | Rieti     |
| 1500 m      | 3.32,70   | 22 augustus 2010 | Barcelona |
| 1 Eng. mijl | 3.52,38   | 15 juni 2007     | Oslo      |
| 3000 m      | 7.58,43   | 31 mei 2008      | Zaragoza  |

Indoor
| Afstand | Prestatie | Datum            | Plaats   |
| ------- | --------- | ---------------- | -------- |
| 800 m   | 1.48,72   | 16 februari 2008 | Valencia |
| 1500 m  | 3.38,13   | 9 februari 2008  | Valencia |
| 3000 m  | 7.49,86   | 13 februari 2010 | Valencia |

## Palmares

### 1500 m
Kampioenschappen
- 2002: 6e WJK – 3.44,67
- 2005: 4e EK indoor – 3.38,94
- 2005: 5e WK – 3.39,45
- 2006: 4e EK – 3.40,86
- 2007:  EK indoor – 3.44,73
- 2007: 7e WK – 3.35,62
- 2008: 4e WK indoor – 3.38,88
- 2008: 10e in ½ fin. OS - 3.41,57 (in serie 3.36,42)
- 2009: 5e EK indoor – 3.45,17
- 2010:  EK – 3.42,74

### 10 km
- 2013:  10 km van Madrid - 30.22
- 2014:  10 km van Madrid - 31.07